# Neuhof a.d.Zenn
Neuhof an der Zenn è un comune tedesco di 2 228 abitanti, situato nel land della Baviera.